# Ballet Nacional de Guatemala
El Ballet Nacional de Guatemala, también conocido como Ballet Guatemala, es una compañía de ballet formada en 1948.
Realizó su primera presentación el 16 de julio de 1948 en el Teatro Capitol (de la ciudad de Guatemala).
El 24 de marzo de 1992 el Ballet Nacional de Guatemala fue declarado Patrimonio Cultural de la Nación mediante el Decreto Legislativo n.º 17-92 del Congreso de la República.
En la actualidad funciona como una dependencia de la Dirección General de Arte y Cultura del Ministerio de Cultura y Deportes.
Su directora general es la Maestra Sonia Annabella Marcos Bobadilla y su directora Artística es Claudia María Yax Rosales. 

## Historia

### Antecedentes
Los trece años de dictadura del general Jorge Ubico Castañeda (1878-1946) ―entre 1931 y 1944― fueron un período difícil para el medio artístico guatemalteco, ya que mantuvo al país alejado de buenos espectáculos. El presidente Ubico rechazaba toda manifestación artística e intelectual, y las que podían presentarse tenían que ser censuradas previamente por él. Como resultado, el país quedó limitado cultural y artísticamente, y estuvo aislado de las corrientes internacionales, excepto por el cinematógrafo, algunas variedades de circo, magia y algunas compañías de teatro extranjeras.
Tras la Revolución de 1944 ―dirigida por Jacobo Árbenz, Francisco Arana y Jorge Toriello― el tema cultural cobró relevancia y se creó el Ballet Guatemala, el Coro Guatemala, la Asociación Dramática Alberto Martínez, la Dirección General de Bellas Artes y se remodelaron tanto el Conservatorio Nacional de Música como la Escuela de Bellas Artes.
Estos cambios se implementaron en la Constitución promulgada al año siguiente, el 11 de marzo de 1945, en cuyo artículo 79 se lee:
El 30 de noviembre de 1945 el Ministerio de Educación Pública y el Ministerio de Comunicaciones y Obras Públicas firmaron contrato para que el original Ballet Russe del Coronel de Basil se presentara en Guatemala con un contrato de una temporada de 15 funciones extraordinarias, seguido de una temporada de 5 funciones a precios populares, y una función especial para maestros y oficiales a precios más bajos que los populares y, finalmente, una función gratuita para escolares. El Gobierno guatemalteco se comprometió a imprimir programas de lujo y formar una orquesta con treinta músicos para que acompañaran al ballet en toda su temporada, bajo la dirección del director de la referida compañía. El Ballet Ruso causó gran expectación dentro de la sociedad guatemalteca, pues la compañía había visitado ochocientas ciudades en todo el mundo, y montado seis mil funciones. Una de las características de esta compañía era que se dedicaba a la difusión de la danza por medio de clases gratuitas a los jóvenes interesados en aprender el arte.
La visita del ballet ruso dio lugar a que se formaran grupos artísticos privados en Guatemala. Los profesores Felipe Tronchi (director general del Ballet Russe) e Isabel Padilla impartieron clases por un tiempo en Guatemala; uno de sus estudiantes, Alberto Navas, organizó el grupo Caravana, el cual se entrenó en coreografías folclóricas de Guatemala y España. Cuando llegaron al país maestros de danza académica y jóvenes extranjeras que habían sido entrenadas en la danza clásica, el grupo se dedicó de lleno a la danza y tomó el nombre de Ballet Nacional.

### Ballet Nacional (1947-1948)
Debido a la Segunda Guerra Mundial (1939-1945), muchos artistas europeos se refugiaban en América Central y América del Sur. A mediados de 1946, llegaron a Guatemala procedentes de Colombia e invitados por el maestro Óscar Vargas Romero, los maestros Kiril Pikieris y la pareja de nacionalidad belga Marcelle Bonge de Devaux y su esposo Jean Devaux
Las autoridades guatemaltecas querían crear un conjunto estatal y como sabían que estos profesores ya habían fundado un grupo de danza en Bogotá (Colombia), que había tenido mucho éxito.
El Ministerio de Educación hizo una convocatoria para jóvenes interesados en aprender la técnica de la danza clásica, y bajo la dirección de Pikieris se inició el trabajo formal del Ballet Nacional.

### Bajo la dirección de Leonide Kachurovski
Entre 1949 y 1954, el Ballet Guatemala estuvo dirigido por el maestro ruso Leonide Kachurovski, quien también estuvo a cargo de la Escuela Nacional de Danza. Kachurovski, su esposa Marie Tchernova y la profesora Marcelle Bonge no devengaban sueldo alguno, pero estaban autorizados a explotar el ballet en su beneficio propio, de acuerdo al contrato suscrito con el Ministerio de Educación. Marie Chernova había sido primera bailarina de la Ópera de París y bailarina estrella del Teatro Real de la Moneda (de Bruselas), nacida en Rusia y nacionalizada belga, como su esposo Leonide Kachurovski.
Kachurovski estableció tres niveles en la organización:
- sección elemental para principiantes
- sección complementaria para intermedios
- curso superior para avanzados.

Durante estos años, el Ballet Guatemala amplió su repertorio y cumplió con la misión de difusión del arte de la danza; se presentó en casi todos los departamentos de Guatemala en escenarios algunas veces improvisados y realizaron temporadas oficiales y escolares y dos giras por El Salvador y una por Costa Rica.
La mayoría de los ensayos se realizaban en las instalaciones del Instituto Normal Central para Señoritas Belén y algunos en el Instituto Nacional Central para Varones.
Cuando el Gobierno de Estados Unidos derrocó el gobierno democrático de Jacobo Árbenz el Ballet Guatemala fue suprimido porque la Junta Liberacionista de gobierno acusó a los directores rusos de ser «comunistas» y de ser los que le traducían al presidente Árbenz todo lo que llegaba a Guatemala de la Unión Soviética. El 16 de agosto de 1954 les cancelaron los contratos y los maestros Kachurovski y Chernova regresaron a Bélgica en 1957. El maestro Manuel Ocampo, quien se encontraba en Nueva York con una beca por cuatro años en el Metropolitan Ballet, perdió la beca tras unos cuantos meses porque cuando el gobierno guatemalteco fue derrocado los estadounidenses lo interrogaron por haber sido discípulo de maestros rusos «comunistas».

### Ballet Guatemala bajo la dirección de Denis Carey
El 19 de marzo de 1955 el presidente Carlos Castillo Armas creó la comisión asesora de la Dirección General de Bellas Artes y de Extensión Cultural, la cual asesoró la Escuela de Danza, entre otras dependencias. Esta entidad recomendó reiniciar al Ballet Guatemala bajo la dirección del maestro y coreógrafo Denis Claire Carey, quien se hizo cargo de la entidad junto con el maestro Joop Van Allen. El Ballet tomó una nueva perspectiva en el estilo de trabajo pues Carey además de la técnica inglesa introdujo al grupo a corrientes artísticas más modernas y de proyección floklórica, ya que había trabajado como solista en el Metropolitan Ballet de Londres, y en París, Ámsterdam y en varias ciudades de Alemania. Carey también había participado en películas cinematográficas como Las Zapatillas rojas con el Covent Garden Royal Ballet.
En este período se produjo un número bastante significativo de montajes coreográficos.